# Shirley Théroux
Pour les articles homonymes, voir Théroux.
Shirley Théroux, née à Montréal, (Québec), le 29 novembre 1945 est une chanteuse et animatrice de télévision québécoise.

## Biographie
Ayant remporté de nombreux concours d'amateurs dans les cabarets du Québec dans les années 1960, elle remporte la finale des "Découvertes de Yoland Guérard" à la télévision de Télé-Métropole en 1963. Cette victoire lui permet d'obtenir son premier engagement professionnel.
En 1965, sa carrière est véritablement lancée alors que le 45 tours de la chanson Un homme devient un grand succès à la radio et se vend à plus de 60 000 exemplaires en quelques semaines à peine. La même année, elle obtient une première place sur les palmarès de la radio québécoise avec la chanson Je serai toujours à toi.
Au fil des ans, les succès sur disque s'accumulent : Le nez dans le vent (1967), Une histoire d'amour (1971) et la reprise d'une chanson de Michel Fugain, Fais comme l'oiseau (1973). Plus tard, elle va connaître le succès avec Chante l'amour (1978) et On ne meurt pas à quarante ans (1987).
De 1972 à 1977, à Télé-Métropole, elle anime Les tannants avec Pierre Marcotte et Joël Denis. La série de variétés est un véritable happening de l'heure du souper dans les années 1970. C'est à cette époque qu'elle épouse son coanimateur, Pierre Marcotte, avec qui elle aura un fils, Bruno-Pierre, né en 1982.  Le couple se séparera dans les années 1980.
Pendant Les tannants, alors qu'elle joue dans des sketches, elle crée avec Joël Denis les personnages de Toto et Totoune, deux enfants espiègles.*** Après la fin des Tannants, les deux personnages continuent leur carrière en enregistrant deux albums de chansons.
En 1998, elle est de retour à l'animation d'une émission de télévision à TQS. Pendant 11 ans, elle y anime Y'a plein d'soleil, un magazine pour les personnes retraitées, avec Louis-Paul Allard, Roger Joubert et Tex Lecor.
Femme d'affaires reconnue, elle fut d'abord copropriétaire du restaurant La Boucherie de Montréal, avant d'en devenir propriétaire jusqu'en 2004.
En 2006, elle fait les manchettes de l'actualité alors qu'elle fait un don de cellules souches afin que sa sœur, atteinte de leucémie, puisse recevoir une greffe de moelle osseuse.
C'est en 2013 qu'elle effectue un retour sur disque après plusieurs années d'absence. Elle publie à cet effet un album hommage au grand Jacques Brel intitulé Entre Brel et moi.
En 2024, elle présente son premier vidéoclip en carrière, sur la chanson Here's to Life de Shirley Horn.

## Discographie

### Albums
- 1967 : Shirley Théroux (Trans-Canada Maximum, TCM 927)
- 1971 : Une histoire d’amour (Trans-Canada International, TSF 1440)
- 1978 : Shirley (Disques P.A.X., TMPX-13,601)
- 1981 : Au tournant de ma vie (Pro-Culture, PPC 6005)
- 1987 : On ne meurt pas à quarante ans (R.R. Productions, ST-4040)
- 1991 : Évidence (Productions Manège Magique, MM007)
- 2000 : C’est beau un homme (Mérite, 22-2454, Compilation)
- 2013 : Entre Brel et moi (Musicor, MQMCD-2455)

### Albums humoristiques en duo avecJoël Denis
- 1986 : Le clap clap de Toto et Totoune (GC, G.C. 2211)
- 1986 :

### Participations à d'autres albums
- 1977 : Noël disco (Promoson, JPA 7510)
- 1986 : Noël d'antan (Disques No. 1, NTV-1848)
- 2013 : Le retour de nos idoles - Édition 2013 (Disques Musicor, MUPSCD-6479)